# Self Control
Self Control é o terceiro álbum de estúdio da cantora e compositora Laura Branigan, lançado em 1 de abril de 1984 pela Atlantic Records. O álbum atingiu o pico 23 na Billboard 200 dos Estados Unidos e foi certificado em platina pela Recording Industry Association of America (RIAA). No plano internacional, esteve entre os cinco melhores em vários países da Europa continental.
Quatro singles foram lançados do álbum, incluindo a versão cover de Branigan de "Self Control", que foi um sucesso comercial, atingindo o número quatro no US Billboard Hot 100 e superando as paradas no Canadá e em vários países europeus. Além disso, "The Lucky One" atingiu o pico no número 20 na Billboard Hot 100, enquanto sua capa de Umberto Tozzi de "Ti Amo" atingiu o número dois na Austrália e número cinco no Canadá.
Uma edição remasterizada e ampliada do Self Control foi lançada em 25 de abril de 2013 pela Gold Legion, incluindo remixes de "The Lucky One" e "Satisfaction", bem como a versão estendida de "Self Control".

## Faixas

### Lado A
1. "The Lucky One" (Bruce Roberts) – 4:10
2. "Self Control" (Giancarlo Bigazzi, Steve Piccolo, Raffaele Riefoli) – 4:08
3. "Ti Amo" (Giancarlo Bigazzi, Umberto Tozzi, Diane Warren) – 4:18
4. "Heart" (Marie Cain, Warren Hartman) – 4:08
5. "Will Still You Love Me Tomorrow" (Gerry Goffin, Carole King) – 3:26

### Lado B
1. "Satisfaction" (Bernd Dietrich, Gerd Grabowski, Engelbert Simons, Mark Spiro, Diane Warren) – 3:56
2. "Silent Partners" (Diane Warren & The Doctor) – 4:10
3. "Breaking Out" (Diane Warren & The Doctor) – 3:50
4. "Take Me" (Steve Kipner, John Parker) – 3:43
5. "With Every Beat of My Heart" (Jamie Kaleth, Bob Mitchell) – 4:12

## Créditos
- Laura Branigan - vocal, teclados em "Will Still You Love me Tomorrow".
- Dan Huff - guitarra, vocal de apoio
- Paul Jackson Jr - guitarra, vocal de apoio
- Steve Lindsey - teclados, vocal de apoio
- Harlod Faltemeyer - teclados, sintetizador, vocal de apoio
- Nathan East - baixo, vocal de apoio
- John "J.R." Robinson - bateria
- Carlos Vega - bateria

## Posição nas paradas musicais
| Parada (1984)                         | Melhor posição |
| ------------------------------------- | -------------- |
| Austrália (Kent Music Report)         | 29             |
| Áustria (Ö3 Austria Top 40)           | 16             |
| 12                                    |                |
| Países Baixos (Dutch Charts)          | 48             |
| Europa (Music & Media)                | 16             |
| Finlândia (Suomen virallinen lista)   | 2              |
| Alemanha (Offizielle Deutsche Charts) | 5              |
| Nova Zelândia (RMNZ)                  | 38             |
| Noruega (VG-lista)                    | 3              |
| Suécia (Sverigetopplistan)            | 5              |
| Suíça (Schweizer Hitparade)           | 2              |
| Reino Unido (Official Albums Chart)   | 16             |
| Estados Unidos (Billboard 200)        | 23             |

| Parada (1984)                 | Posição |
| ----------------------------- | ------- |
| Canadá Top Albums/CDs (RPM)   | 37      |
| Alemanha (Offizielle Top 100) | 41      |
| Suiça (Schweizer Hitparade)   | 12      |
| Estados Unidos Billboard 200  | 49      |

| Parada (1985)               | Posição |
| --------------------------- | ------- |
| Canadá Top Albums/CDs (RPM) | 79      |